# Liste de Hobbits de la Terre du Milieu
Cette liste de Hobbits de la Terre du Milieu recense les Hobbits dans l'œuvre de l'écrivain britannique J. R. R. Tolkien, dont certains sont les héros de ses livres Le Hobbit et Le Seigneur des anneaux.
Cette liste est composée avec leurs noms traduits par Daniel Lauzon, suivis du nom anglais et de la traduction de Francis Ledoux (dans la première traduction) du Seigneur des anneaux. Les dates entre parenthèses sont celles de naissance et de décès dans le Comput de la Comté (C.C.).

## Famille Sacquet ou Bessac
En anglais Baggins, traduit Sacquet par Francis Ledoux et Bessac par Daniel Lauzon.
- Balbo Bessac (1167 - ?), est le plus ancien membre connu de la famille Bessac (Sacquet). Époux de Berylla Boffine, il eut cinq enfants : Mungo, Pansy, Ponto, Largo et Lily. Il est l'arrière-grand-père de Bilbo Bessac.
- Belba Bessac (1256 - 1356), second enfant de Mungo Bessac et de Laura Fouisseur[1]. Épouse de Rudigar Bolgeurre, elle eut un fils, Herugar, grand-père de Fredegar Bolgeurre.
- Bilbo Bessac (1290 - ?), fils de Bungo Bessac (Sacquet) et de Belladonna Touc. Fameux pour son excentricité et ses deux disparitions inexpliquées du Comté ainsi que la quête avec les nains pour reprendre Erebor.
- Bingo Bessac (1264 - 1363), cinquième et dernier enfant de Mungo Bessac (Sacquet) et de Laura Fouisseur. Marié à Chica Fouineur, qui lui donna un fils, Falco Fouineur-Bessac(Sacquet)[2].
- Bungo Bessac (1246 - 1326), premier enfant de Mungo Bessac (Sacquet) et Laura Fousseur. Il épouse Belladonna Touc et est le père de Bilbo Bessac. Fit bâtir le trou de Cul-de-Sac pour sa femme.
- Drogo Bessac (1308 - 1380), second enfant de Fosco Bessac (Sacquet) et Ruby Bolgeurre. Mort lors d'un accident de bateau sur le Brandivin avec sa femme Primula Brandibouc. Leur fils unique est Frodo Bessac.
- Fosco Bessac (1264 - 1360), fils unique de Largo Bessac (Sacquet) et de Tanta Sonnecornet. Eut trois enfants de son épouse Ruby Bolgeurre : Dora, Drogo et Dudo. Grand-père paternel de Frodo Bessac.
- Frodo Bessac (1368 - ?), fils de Drogo Bessac (Sacquet) et de Primula Brandibouc. Cousin et héritier de Bilbo Bessac, il s'acquitta de la tâche difficile consistant à détruire l'Anneau unique.

## Famille Bessac-Descarcelle ou Sacquet de Besace
En anglais Sackville-Baggins, traduit Sacquet de Besace par Francis Ledoux et Bessac-Descarcelle par Daniel Lauzon.
- Lotho Bessac-DescarcelleSacquet de Besace, dit le Chef ou la Pustule (1364 - 1419), fils d'Otho Bessac-Descarcelle et de Lobelia Serreceinture. Aidé par Saruman et à la tête de richesses considérables issues des plantations d'herbe à pipe du Quartier Sud, devient le Chef, tyrannise la population du Comté à la tête de brigands humains. Tué dans son sommeil par Gríma Langue-de-Serpent, après avoir perdu le contrôle des maraudeurs.
- Otho Bessac-Descarcelle Sacquet de Besace(1310 - 1402), fils de Longo Bessac et Camellia Descarcelle (de Besace), époux de Lobelia Serreceinture et père de Lotho Bessac-Descarcelle Sacquet de Besace. Cousin de Bilbo Bessac et héritier de celui-ci jusqu'à l'adoption de Frodo Bessac.

## Famille Boffine
En anglais Boffin, traduit Bophin par Francis Ledoux et Boffine par Daniel Lauzon afin de conserver la consonance.
- Berylla Boffine (1172 - ?), fille de Buffo Boffine et d'Ivy Goodenough. Elle épouse Balbo Bessac et lui donne cinq enfants : Mungo, Pansy, Ponto, Largo et Lily. Elle est l'arrière-grand-mère de Bilbo.
- Jessamine Boffine, épouse de Herugar Bolgeurre, mère d'Odovacar Bolgeurre. Son prénom vient du jasmin (jessamine ou jasmine en anglais).

## Famille Bolgeurre
En anglais Bolger, traduit Bolgeurre par Daniel Lauzon afin de conserver la consonance et laissé tel quel par Francis Ledoux.
- Estella Bolgeurre (1385 - ?), sœur de Fredegar et épouse de Meriadoc Brandibouc.
- Fastolph Bolgeurre (1210 - ?), époux de Pansy Sacquet. Leur descendance existe, mais est inconnue.
- Fredegar Bolgeurre (1380 - ?), dit Gros-lard ou Le Gros, fils d'Odovacar Bolgeurre et de Rosamunda Touc. Ami proche de Frodo Bessac.
- Herugar Bolgeurre (1295 - 1390), époux de Jessamine Boffine et père d'Odovacar Bolgeurre.

- Odovacar Bolgeurre (1336 - 1431), fils de Herugar Bolgeurre et Jessamine Boffine, époux de Rosamunda Touc, père de Fredegar et d'Estella Bolgeurre.
- Ruby Bolgeurre (1264 - ?), fille d'Adalgar Bolgeurre. Épouse de Fosco Bessac et mère de Dora, Drogo et Dudo Bessac.

## Famille Brandibouc
En anglais Brandybuck, traduit Brandebouc par Francis Ledoux et Brandibouc par Daniel Lauzon.
- Amaranth Brandibouc (1304 - 1398), première fille et second enfant de Gorbadoc Brandibouc et Mirabella Touc. Son prénom vient de l'amarante (amaranth en anglais), une fleur.
- Asphodel Brandibouc (1313 - 1412), deuxième fille et cinquième enfant de Gorbadoc Brandibouc et Mirabella Touc. Son prénom vient de l'asphodèle (asphodel en anglais), une fleur.
- Meriadoc Brandibouc, dit le Magnifique ou Merry (1382 - ap. 1484), fils de Saradoc Brandibouc et Esmeralda Touc. Fameux pour son rôle durant les événements de la guerre de l'Anneau
- Primula Brandibouc, fille de Gorbadoc Brandibouc et Mirabella Touc, mère de Frodo Bessac.

## Famille Chaumine
En anglais Cotton, traduit Chaumine par Francis Ledoux et Casebonne par Daniel Lauzon.
- Holman Chaumine, dit Long Hom (1302 - ?), fils de Cotman, époux de Rose et père de Wilcome et Tolman Chaumine. Premier Hobbit à porter le nom de Chaumine. Associé avec Hamfast Gamgie, son cousin, dans le jardinage.
  - Tolman Chaumine, dit Tom (1341-1440), fils de Holman, est le mari de Lily Brun et le père de Tolman, Rose (l'épouse de Sam Gamgie), Wilcome, Bowman et Carl.
    - Tolman Chaumine, dit Tom (1380 - ?), fils du précédent. Il épouse Marguerite Gamgie, la sœur cadette de Sam, et agit comme Maire suppléant durant le voyage de celui-ci au Gondor, en 1442-1443.
    - Rose Chaumine (1384-1482) est la seule fille de Tolman. Elle épouse Samsaget Gamgie en 1420 et lui donne treize enfants.
    - Wilcome Chaumine, dit Jolly (1384 - ?), deuxième fils de Tolman. Frère de Rosie Chaumine et ami d'enfance de Sam Gamgie. Participe à la bataille de Belleau (1419).
    - Bowman Chaumine, dit Nick (1386 - ?), troisième fils de Tolman.
    - Carl Chaumine, dit Nibs (1389 - ?), quatrième fils de Tolman.

  - Wilcome Chaumine, dit Will (1346 - ?), deuxième fils de Holman Chaumine.

## Famille Descarcelle
En anglais Sackville, traduit Besace par Francis Ledoux et Descarcelle par Daniel Lauzon.
- Camellia Descarcelle, épouse de Longo Bessac. De leur union naît Otho Bessac-Descarcelle.

## Famille Fouineur
En anglais Chubb, traduit Boulot par Francis Ledoux et Fouineur par Daniel Lauzon.
- Adamanta Fouineur, femme de Gerontius Touc et mère de ses douze enfants.

## Famille Gamgie (et ancêtres)
En anglais Gamgee, traduit Gamegie par Francis Ledoux et Gamgie par Daniel Lauzon.
- Hob Gammidge le Cordier, dit le Vieux Gammidgy (1246 - ?), fils unique de Gamwich Prud'homme et père de Hobson Gamgie. Son nom Gammidge est une déformation du nom de son père Gamwich. Fondateur d'une fabrique de cordes à Champtoron.
  - Hobson Gammidge, dit Gamgie le Cordier (1285 - 1384), fils de Hob Gammidge et père de quatre enfants, Andwise, Hamfast, May et Halfred Gamgie. Premier à porter le nom de Gamgie. Successeur de son père à la tête de la fabrique de corde de Champtoron.
    - Hamfast Gamgie, dit l'Ancêtre (1326 - 1428), fils de Hobson Gamgie, époux de Bell Bonenfant et père de six enfants dont Sam Gamgie. Jardinier de la famille Bessac, à Cul-de-Sac, poste auquel lui succéda son fils Sam.
      - Samsaget Gamgie, fils de Hamfast Gamgie. Jardinier de Cul-de-Sac et serviteur de Frodo Bessac.
        - Elanor Gamgie (1421 - ?), dite aussi Elanor la Toute-Belle (Elanor the Fair), première fille de Sam Gamgie et Rose Chaumine. Elle épouse Fastred de Verte-Île avec qui elle a un fils, Elfstan Bellenfant, avec lequel débute la nouvelle lignée des Bellenfant des Tours. Son nom vient de la très belle fleur Elanor, l'étoile-soleil, qui pousse en Lórien.

## Famille Serreceinture
En anglais Bracegirdle, traduit Sanglebuc par Francis Ledoux et Serreceinture par Daniel Lauzon.
- Lobelia Serreceinture (1318 - 1420), fille de Blanco Serreceinture et de Primevère Boffine, épouse d'Otho Bessac-Descarcelle et mère de Lotho Bessac-Descarcelle. Acariâtre et avide, elle espère longtemps hériter de Cul-de-Sac, demeure de Bilbo Bessac, dont Otho est le plus proche parent ; espoirs déçus lorsque Bilbo adopte son cousin Frodo et en fait son héritier. Mais quand Frodo part de Cul-de-Sac pour Fertébouc, il la vend à Lobelia.Lors de la domination du Comté par les hommes de Sharcoux, finit dans les Trous-prisons pour insubordination, est libérée lors du nettoyage du Comté, remet les clefs de Cul-de-Sac à Frodo et va finir sa vie chez sa famille, à Roccreux. Son prénom vient de la lobélie, une fleur.

## Famille Touc
En anglais Took, traduit Touque par Francis Ledoux et Touc par Daniel Lauzon.
- Adalgrim Touc (1280 - 1382), fils d'Hildigrim Touc et de Rosa Bessac. Il est le père de cinq enfants : Paladin, Esmeralda et trois autres filles. Il est le grand-père paternel de Peregrin Touc et maternel de Meriadoc Brandibouc
- Belladonna Touc (1252 - 1334), neuvième enfant de Gerontius Touc et d'Adamanta Fouineur. Épouse de Bungo Bessac et mère de Bilbo Bessac. Son prénom vient de la belladone, une plante médicinale.
- Bandobras Touc (1104-1206) dit « Fiertaureau » ou « Taureau Mugissant », fils d'Isumbras III[4], et frère du Thain Ferumbras II Touc, Bandobras Touc mesurait 1,40 m ce qui était exceptionnel pour un Hobbit et était même capable de monter à cheval. Il est connu pour avoir repoussé une invasion d'Orques du mont Gram durant la bataille des Champs Verts. Il fit sauter la tête de leur chef Golfimbul d'un coup de gourdin, et fut par la même l'inventeur du jeu de golf, ladite tête ayant terminé sa course dans un terrier de lapins à quelque 150 yards de là.
- Donnamira Touc (1256 - 1348), dixième enfant de Gerontius Touc et d'Adamanta Fouineur. Elle est l'épouse de Hugo Boffine, à qui elle donne un fils, Jago, et une fille, Jessamine.
- Esmeralda Touc (1336 - ?), fille d'Adalgrim Touc, épouse de Saradoc Brandibouc et mère de Meriadoc Brandibouc.
- Faramir Touc (1430 - ?) est le fils unique de Peregrin Touc, à qui il succède en tant que Thain de la Comté. Il épousa l'une des filles de Samsaget Gamgie, Boucles-d'Or. Il doit son prénom à Faramir de Gondor, prince d'Ithilien après la guerre de l'Anneau.
- Gerontius Touc (1190 - 1320), dit Le Vieux Touc. Il fut le plus vieux Hobbit de toute l'Histoire du Comté jusqu'à ce que Bilbo Bessac le détrône avec ses 131 ans. Il eut 12 enfants avec sa femme Adamanta Fouineur, autre record qu'il détint jusqu'à ce que Sam Gamgie ne le dépasse avec ses treize enfants. Il fut le 26e Thain. Grand ami de Gandalf.
- Hildibrand Touc (1249 - 1334), fils de Gerontius Touc et d'Adamanta Fouineur, père de Sigismond Touc.
- Paladin II Touc (1333 - 1434), fils d'Adalgrim Touc et Thain du Comté. Eut quatre enfants d'Églantine Cotelier, dont un seul fils, Peregrin.
- Peregrin Touc, dit Pippin (1390 - ap. 1484), fils de Paladin Touc et Églantine Cotelier. Célèbre pour son rôle dans les événements de la guerre de l'Anneau.
- Rosamunda Touc (1338 - ?), fille de Sigismond Touc, sœur de Ferdinand Touc, épouse d'Odovacar Bolgeurre, mère de Fredegar et Estella Bolgeurre.
- Sigismond Touc (1290 - 1391), petit-fils de Gerontius Touc, fils de Hildibrand Touc, père de Ferdinand et Rosamunda Touc.

## Autres
- Bucca de la Marêche (Bucca of the Marish en anglais et Bucca du Maresque dans la première traduction), premier Thain du Comté et plus ancien ancêtre connu de la famille Brandibouc.
- Déagol est un Hobbit de la branche des Fortauds, qui vivait aux abords des Champs de Flambes. Il meurt tué par son ami Sméagol, futur Gollum quand il refuse de lui donner l'anneau unique qu'il vient de trouver dans la rivière.
- Sméagol, futur Gollum, est un Hobbit de la branche des Fortauds. Devant le refus de son cousin Déagol de lui donner (sous prétexte de cadeau d'anniversaire) l'anneau unique trouvé dans la rivière, il le tue pour se l'approprier.
- Fastred de Verte-Île, épouse Eleanor Gamgie en 1451. Ils s’installent dans la Marche-de-l'Ouest, un territoire offert aux Hobbits par le roi Elessar.
- Le fermier Magotte (Farmer Maggot en anglais et père Maggotte dans la première traduction), père de deux fils (au minimum) et trois filles. Il vit dans une ferme, Faverolle, non loin d'Estoc, dans l'est du Comté. Dans la fuite de Frodo, Sam et Pippin, il leur offre l'hospitalité, puis il les avance en charrette, alors qu'ils sont poursuivis par les Cavaliers Noirs en direction du bac de Fertébouc, jusqu'à la rencontre de Merry. Dans sa jeunesse, Frodo avait volé chez lui des champignons. Le Fermier Magotte l'ayant fait renifler par son chien, Frodo en avait gardé une peur bleue. Si son forfait n'a pas été oublié, le Fermier Magotte ne fut pas rancunier et offrit aux Hobbits un panier de champignons quand ils se quittèrent. Tom Bombadil leur dira qu'ils sont en relation, mais les activités du Fermier Magotte demeurent un mystère. Tom le décrivit comme ceci : « Il y a de la terre sous ses vieux pieds et de la glaise sur ses doigts ; de la sagesse dans ses os, et ses deux yeux sont ouverts »[5]
- Ted Sablonnier (Ted Sandyman en anglais, Ted Rouquin dans la première traduction) est le fils du meunier de Hobbiteville. Durant la période où Lotho Bessac-Descarcelle prend le contrôle du Comté, il se range à ses côtés et travaille pour les brigands humains qui ont rasé le vieux moulin pour en construire un plus grand.
- Tobold Sonnecornet (Tobold Hornblower en anglais et Tobold Sonnecor dans la première traduction), surnommé « le Vieux Toby », est le premier Hobbit à faire pousser de l'herbe à pipe dans le Comté, vers 1070.
- Will Piéblanc (Will Whitfoot en anglais et Will Piedblanc dans la première traduction), maire de Grande Creusée à l'époque de la guerre de l'Anneau, fameux pour son embonpoint. Fut enfermé dans les Trous-prisons par les hommes de Lotho Bessac-Descarcelle, et libéré après la bataille de Belleau. Démissionna de son poste en 1427, et fut remplacé par Sam Gamgie.